# Pitelová
Pitelová és un poble i municipi d'Eslovàquia. Es troba a la regió de Banská Bystrica.

## Història
La primera menció escrita de la vila es remunta al 1264.

## Demografia
| Godina             | 1994 | 2004   | 2014   | 2024   |
| ------------------ | ---- | ------ | ------ | ------ |
| Nombre de persones | 646  | 666    | 650    | 600    |
| Diferència         |      | +3,09% | −2,40% | −7,69% |

| Godina             | 2023 | 2024   |
| ------------------ | ---- | ------ |
| Nombre de persones | 593  | 600    |
| Diferència         |      | +1,18% |